# یاری‌آباد (تاکستان)
یاری‌آباد (تاکستان)، روستایی از توابع بخش خرمدشت شهرستان تاکستان در استان قزوین ایران است.

## تاریخ

### اماکن تاریخی
برج سردار یار افشار در روستای یاری‌آباد به شماره ۳۳۵۹۴ در فهرست آثار ملی ثبت شده است.

## جمعیت
این روستا در دهستان افشاریه قرار دارد و براساس سرشماری مرکز آمار ایران در سال ۱۳۸۵، جمعیت آن ۱۹۰ نفر (۵۷خانوار) بوده‌است. مردم این روستا به زبان ترکی آذربایجانی صحبت می‌کنند.